# Astragalus imitans
Astragalus imitans är en ärtväxtart som beskrevs av Dieter Podlech. Astragalus imitans ingår i släktet vedlar, och familjen ärtväxter. Inga underarter finns listade i Catalogue of Life.